# Frankfort (Indiana)
Frankfort ist eine City im Clinton County des Bundesstaats Indiana in den Vereinigten Staaten und dessen County Seat (Verwaltungssitz).

## Geographie
Dem Census 2010 zufolge hat Frankfort eine Fläche von 6,31 Quadratmeilen (16,34 km²), die ausschließlich aus Land besteht.

## Geschichte
Die Brüder John, William und Nicholas Pence, ursprünglich aus dem Warren County (Ohio), siedelten 1829 erstmals auf dem Land, an dem sich Frankfort heute befindet.  1830 spendeten die Brüder 60 Acres (0,2 km²) an die county commissioners, was dazu führte, dass Frankfort zum Verwaltungssitz wurde, anstatt Jefferson, eine Gemeinde, die sich ebenfalls für den Verwaltungssitz beworben hatte. Die Stadt wurde auf Wunsch der Brüder Frankfort genannt, in Anerkennung ihrer deutschen Urgroßeltern, die aus Frankfurt am Main stammten.
Die Stadt Frankfort wurde auf dem Gebiet über 60 Acres von William Douglass, dem County Agent, gegründet. Die Flurkarte wurde am 8. Juni 1830 erstellt. Die ursprüngliche Flurkarte teilte die Fläche in 64 Grundstücke in acht Blöcke auf, die den öffentlichen Platz umschließen, auf dem heute das Gerichtsgebäude steht. Das County Board beauftragte die Konstrukteure Allen & Michael für einen Betrag von 20 USD, das erste Gerichtsgebäude zu errichten. Das Gebäude war 1 1⁄2-Stockwerke hoch und aus Bäumen aus der Umgebung, zu einem temporären Gebäude zusammen gezimmert. Der Nachfolger wurde vom Bauunternehmer John Elder in den Jahren 1837–1838 für 12.000 USD gebaut und wurde 45 Jahre lang genutzt. Der aus Indianapolis stammende Architekt George W. Bunting entwarf 1881 das dritte Gerichtsgebäude der Stadt, ein 165 ft (50,29 m) hohes Gebäude aus Kalkstein, erbaut von Farman & Pearce für etwa 200.000 USD. Die Grundsteinlegung fand am 2. September 1882 statt.
Der jüngste gewählte Bürgermeister von Frankfort war Robert Keene im Alter von 21 Jahren. Er übernahm das Amt des Bürgermeisters im Januar 1922, etwa einen Monat vor dem Feuer am Old Stoney am 24. Februar 1922. Zur Zeit des Brandes wurde Old Stoney als High School genutzt. Heute wird Old Stoney als Rathaus genutzt.
Zusätzlich zu Old Stoney sind der Christian Ridge Historic District, das Clinton County Courthouse, das Charles H. and Emma Condon House, der Frankfort Commercial Historic District und der South Frankfort Historic District als Gebäude der National Register of Historic Places gelistet.

## Demographie

### Census 2010
Dem Census 2010 nach leben in Frankfort 16.422 Personen in 5835 Haushalten und 3972 Familien. Die Bevölkerungsdichte betrug 1004,8 pro km². Es gab 6551 Haushalte mit einer durchschnittlichen Dichte von 400,9 pro km². Die ethnische Verteilung innerhalb der Stadt war 71,9 % Weiße, 0,6 % African American, 0,3 % Native American, 0,2 % Asian, 13,1 % andere Ethnien und 1,8 % mit mehr als einer Ethnie. Hispanic oder Latino waren 27,0 % der Population.
Es gab 5835 Haushalte, von denen in 38,2 % Kinder unter 18 Jahren lebten, 47,0 % waren verheiratete Paare, 14,9 % waren alleinerziehende Frauen, 6,2 % alleinerziehende Männer und 31,9 % waren keine Familien. 26,5 % aller Haushalte waren alleinstehende Personen und 11,2 % waren alleinlebende Personen 65 Jahre oder älter. Die durchschnittliche Haushaltsgröße war 2,71 und die durchschnittliche Familiengröße 3,26.
Das Durchschnittsalter in der Stadt lag bei 33,5 Jahren. 28,2 % der Bewohner waren unter 18 Jahren; 9,9 % waren zwischen 18 und 24; 25,4 % zwischen 25 und 44; 22,8 % zwischen 45 und 64; und 13,8 % waren 65 oder älter. Die Geschlechterverteilung lag bei 49,3 % männlich und 50,7 % weiblich.

### Census 2000
Dem Census des Jahres 2000 nach, befanden sich 16.662 Personen, 6279 Haushalte und 4175 Familien in der Stadt. Die Bevölkerungsdichte lag bei 3240,5 Personen pro Quadratmeile (1251,6 pro km²). Es gab 6682 Wohnungen mit einer Dichte von 1299,6 pro Quadratmeile (501,9 pro km²). Die ethnische Verteilung der Stadt war 70,08 % Weißen, 0,47 % Afroamerikanern, 0,16 % in den USA geborenen, 0,28 % Asiaten, 0,03 % Pacific Islander, 7,84 % anderer Ethnien und 1,14 % mit mehr als einer Ethnie. 20,53 % der Einwohner waren Hispanics oder Latinos.
Es gab 6279 Haushalte, wovon in 33 % Kinder unter 18 lebten, in 49,5 % verheiratete Paare lebten, 11,8 % waren alleinerziehende Mütter und 33,5 % waren Einzelhaushalte. In 28,7 % aller Haushalte lebten alleinstehende Personen und in 13,6 % lebten alleinstehende über 64-Jährige.
Die Altersverteilung innerhalb der Stadt unterteilte sich in 27,0 % unter 18, 10,9 % bis 24, 27,3 % bis 44, 19,1 % bis 64 und 15,7 % über 65 Jahren. Das Durchschnittsalter betrug 34 Jahre. Auf eine Frau kamen statistisch 0,95 Männer. Für jede über 18-jährige Frau 0,9 Männer.
Das Durchschnittseinkommen pro Haushalt betrug 33.275 USD und das einer Familie 42.686 USD. Männer hatten ein durchschnittliches Jahreseinkommen von 32.092 USD, Frauen 23.722 USD. Das Pro-Kopf-Einkommen für die Stadt lag bei 15.393 USD. Etwa 8,8 % der Familien und 11,7 % der Bewohner lagen damit unter der Armutsgrenze, einschließlich der 12,1 % Minderjährigen und 10,9 % der ab 65-Jährigen.

## Verkehr
Frankfort hat den Flughafen Frankfort Municipal Airport.

## Persönlichkeiten
- Charles Aidman (1925–1993), Film- und Fernsehschauspieler. Er hatte mehrere Auftritte in The Twilight Zone und The Wild Wild West sowie in dem Film Pork Chop Hill.
- Anthony Caruso (1916–2003), Film- und Fernsehschauspieler. Er hatte mehrere Auftritte in Perry Mason und Star Trek sowie in dem Film The Asphalt Jungle.
- Everett Case (1900–1966), lebte 20 Jahre in Frankfort und trainierte das männliche High School Basketball Team, mit dem er 1925, 1929, 1936, und 1939 die state championships gewann.
- Kyle Cook (* 1975), Bandmitglied in Matchbox Twenty und The New Left
- Jim Davis, Abgeordneter
- Jack Dillon (1891–1942), Boxer
- Will Geer (1902–1978), Film- und Theaterschauspieler, bekannt als Grandpa Zeb aus The Waltons und aus Filmen wie Winchester ’73 und Bandolero!
- Mahlon D. Manson (1820–1895), Union Army Brigadegeneral (starb in Frankfort während seiner Heimreise mit dem Zug von Monticello nach Crawfordsville)
- John Stonebraker (1918–2000), NFL-Spieler[7]
- Talitha Washington (* 1974), Mathematikerin und Hochschullehrerin
- James P. Ulm (* 1937), Brigadegeneral der U.S. Air Force[8]

## Bildung
- Community Schools of Frankfort
- Im Herbst 2013 eröffnete Ivy Tech einen Campus in Frankfort an der Stelle, an der früher The Frankfort Times, die lokale Zeitung, ihren Sitz hatte.
- Die Stadt hat eine öffentliche Bibliothek, die Frankfort Community Public Library.[9]